# Амбијентална едукативна радионица
Амбијентална едукативна радионица је облик едукативне радионице која је специфична по томе што се одвија у неком амбијенту који доприноси остварењу циљева постављених пред групе учесника.

## Радионица
Као и у свакој радионици и у овом случају се ради са групама учесника. То је дакле облик групног рада који има за циљ да учесници активно уче тако што међусобно сарађују унутар и ван група. Радионице користе многе креативне технике и могу се организовати на било коју тему и за све узрасте, мада се најчешће практикују у раду са децом.

## Амбијент
Амбијент се бира у складу са циљевима радионице и потребно је максимално користити његове особености. То се постиже усмеравањем сценарија и самог тока радионице ка том циљу. Тако се подстичу креативност и практични рад и тиме остварују општи васпитно-образовни циљеви. На овај начин настава је очигледнија.
Амбијентална едукативна радионица може да се реализује у природи (шума, планина, ливада, агроекосистем...), у културној институцији (музеј, позориште, биоскоп...), у простору неког историјског споменика (тврђава, кућа, археолошка ископина...) или у простору социјалног значаја (резиденцијална или градска четврт, село...), што значи да различити наставни предмети могу организовати овакву технику рада.

## Примери
Поред класичне зоолошке и ботаничке функције ЗОО-врт Палић од средине осамдесетих година функционише и као педагошка установа, јер ту ђаци организовано долазе у посету. Однедавно саставни део програма представљају и амбијенталне едукативне радионице које за циљ имају развој креативности кроз различите облике ликовног стваралаштва намењене ученицима основних школа, али и њиховим учитељима и наставницима. Поред овога, реализује се и летња школа физике за основне школе из Зрењанина на локацији кампа ЗОО-врта, где ђаци могу да раде занимљиве огледе из физике, врше астрономска посматрања, али и да се забаве уз партију шаха или игру „тајни пријатељ“. Предавања и активности реализују наставници и представници природњачког друштва.

## Активна настава
Амбијентална едукативна радионица је увршћена у једну од техника рада на часу која се препоручује као пример добре праксе у оквиру активне наставе коју је као појам у школску праксу увео професор Иван Ивић са својим сарадницима.